# オーガモン
オーガモンはデジタルモンスターシリーズに登場する架空の生命体・デジタルモンスターの一種。

## 概要
デジタルモンスターVer.3から登場。名前の由来は「鬼」を意味する英単語「ogre」。

## 種族としてのオーガモン
東洋の伝説に登場する「オニ」のような姿をしている鬼人型デジモン。恐ろしく発達した筋肉から繰り出される攻撃はすさまじい破壊力を持つ。知能は高いが知性は高いが気性が荒く、「怒り」を原動力としている彼らは破壊の限りを尽くす。非常に好戦的で、自分より遙かに戦闘力の高い相手にも果敢に戦いを挑むところから「デジモンハンター」の異名を持ち、右腕に持つ骨棍棒は完全体であるスカルグレイモンを倒した時の戦利品。正義感の強いレオモンとは敵対関係。
レオモンと異なり長らく完全体、究極体に相応するデジモンが登場しなかったが、近年にて完全体に進化したサイボーグ型の「リベリモン」が登場し、『デジモンワールド リ:デジタイズ デコード』にて、究極体に進化したデジモンである「タイタモン」が登場している。

### 基本データ
- 世代/成熟期
- タイプ/鬼人型
- 属性/ウィルス
- 必殺技/覇王拳
- 得意技/骨棍棒、フェイントパンチ、ストロングモール
- 勢力/ナイトメアソルジャーズ

必殺技
覇王拳
巨大な両腕から繰り出される。

### X抗体版
- 世代/成熟期
- タイプ/鬼人型
- 属性/ウィルス
- 必殺技/覇王拳、WEEK END（ウィークエンド）

気性の荒さや残虐性を大きく膨れさせ、嬉々として襲いかかる狂戦士へと変貌した。武器はエレキギターと電動ノコギリが融合したアックスを持ち、魂（デジコア）の高ぶりをROCK（ロック）のリズムに乗せて奏でる。
必殺技
WEEK END（ウィークエンド）
ギターを振り下ろす技。さらにギターをかき鳴らせば、電撃とともに電動ノコギリが敵を八つ裂きにする恐ろしい技。

### 亜種・関連種・その他
- レオモン
- スカルグレイモン
- ヒョーガモン

青色亜種。一本角で氷属性。
- フーガモン

赤色亜種。角なしで虎柄パンツになっている。
しかし、アニメではオーガモンと同じく2本角になっている。
- ゴブリモン
- スノーゴブリモン
- シャーマモン

## 登場人物としてのオーガモン

### アニメ

#### デジモンアドベンチャー
声優は江川央生。ファイル島編で登場し、レオモンを無理矢理に配下にしたデビモンにそのまま手下となる。レオモンと違いデスクロウや黒い歯車に操られていたわけではなく、自発的に従っていた。行く先々で子供たちを始末するために襲いかかるが度重なる失敗によりデビモンに吸収されてしまう。ただし、デビモンの体内のどこからでも出現できる状態としてであり、巨大化したデビモンの死角を埋めるとともに、デビモン本体のパワーも供給してレオモンを圧倒した。しかし進化したエンジェモンに突撃したところ、逆にはね飛ばされてデビモンの体に傷を作ってしまい、デビモンが敗れるきっかけとなった。デビモンが消滅した後は逃走し行方を眩ました。その後、ダークマスターズ編で再登場し、ウッドモンの大群とそこに飛来した隕石（メタルエテモン）により重傷を負ったところ、戦力を集めるミミと丈たちに再会して手当てを受け、そのまま同行した。当初はなれ合いを拒みレオモンとの決着にこだわっていたが、ミミたちとの触れ合いとメタルエテモンとの戦い、そしてレオモンの消滅で考えを改めていった。アポカリモンを倒し「平和」が取り戻されると、オーガモンは「皆で仲良く」暮らすことを拒否し再びどこかへ旅立っていった。彼の存在は、子供たちの戦いが「単純な平和」のためのものではなく、世界の「あるべき姿を取り戻す」ためのものであることを暗に示していたとも言える。
レオモンに対しては種族としての設定通り敵対しつつも（ただし負け続けている模様）、彼を倒すことを「生き甲斐」と捉えており、ある種のアンビバレントな感情を抱いていたようである。極度のカナヅチで海での戦いを苦手としていた。敗北シーンばかりが目立つが、自ら「普通に戦っても強い」と豪語する通り、グレイモン相手に一対一で互角に渡り合い、ウッドモンやイビルモン程度なら一撃で倒せるほどの実力はある。
PSPゲーム版では彼がメインのオリジナルエピソードが二つあり、新しい骨を取ろうと別個体のフリして子供たちを用心棒にしたり、空腹のあまりに幻覚作用のあるキノコを食べたせいで暴走したりしていた。
その他に別の個体が第21話に登場。デジタルワールドの歪みの影響として現実世界に現れ、東京を舞台にコロモンと激突した。この個体は上記のオーガモンと違い喋らない。
また『デジモンアドベンチャー02』の第50話（最終話）にも登場。デジタルワールドの医者になった丈とゴマモンに治療されるシーンで登場したが、前作のオーガモンと同一人物と思われる。

#### デジモンクロスウォーズ
アニメ版第3期『時を駆ける少年ハンターたち』では第12話（通算第66話）にてフーガモンと共にデジクオーツでラーメン店を経営していたデジモンとして登場。声優は第2期『悪のデスジェネラルと七つの王国』でセトモン（元ブライトランドのデスジェネラルであったアポロモンおよび闇の人格であるウィスパードの配下デジモン）を担当した大友龍三郎。特製の激辛ラーメンが辛すぎるスープのせいでデジクオーツで流行らず、解決策として人間を利用することを考え、ラーメン店主のカツジ（声 - 山崎たくみ）をデジクオーツに引き込む。二匹の打ったコシのある麺は元々完成度が高く、カツジの特製スープと組み合わせることで話題性のある美味しい味となるが、「美味い」と言われることに快感を覚えるがゆえに少しでも不満を述べる客がいれば「美味い」と言うよう脅すなど悪い兆候が出始める。その後父を取り戻そうとするカツジの息子であるマサル（声 - 浦和めぐみ）とのラーメン勝負に敗れ、激昂し戦いとなるが、明石タギルに倒されフーガモンと共に捕獲される。フーガモンと共に根は悪い性格ではなく、捕獲された後はカツジに「良ければ麺の作り方を教える」と協力的な態度となった。
本編終了後のミニコーナー『デジモン紹介コーナー』では天野ネネの弟である天野ユウがクロスローダーを使用しメルヴァモンとデジクロスしたが、体はメルヴァモン、頭部はオーガモンとなっており、左目をウインクする仕草（この仕草はシャウトモン（第1期本編（瞳の中でする）および第2期の主題歌である『New World』のジャケットのみ）と元バグラ軍でゴールドランド（再統合前はゴールドゾーンだった）のデスジェネラルであったオレーグモン（第2期第10話（通算第40話）のみ）もやっている）を披露し、そのおぞましい姿を見たユウは姉のネネにメルヴァモンを借りたことを謝罪した。また、説明の際に「人型」と誤植された。

#### デジモンアドベンチャー:
第5話から登場。こちらもデビモンの部下として登場。コミカルな性格が多かった初代と比べてシリアスな性格をしている。声優は初代と同じく江川央生だが、こちらは片言しか話さない。第6話でグレイモンに角を折られ敗北し、第9話で復讐するためにグレイモンに勝負を挑むも、デビモンに見限られ、子供たちに聖なるデジモンの居場所を教えメタルティラノモンと戦い死亡した。なお、後に第54話でリベリモンが登場し、アグモンと戦った際にオーガモンを思い出すが、同一個体がは不明となっている。初代と違い、短い和解のまま選ばれし子供たちとの別れとなった。レオモンとの絡みもないまま出番が終了し、アグモンは決着をつけられなかったことを悲しんでいた。

### 漫画

#### デジモンアドベンチャーVテイマー01
ネオのデジモンの一匹。デビモンとのジョグレスでスカルサタモンに進化し、エテモン（エテモンキー）を殺害する。その後ブイドラモンのゼロとも戦い、同様にスカルサタモンにジョグレス進化して戦ったが、逆上したゼロに敗北した。その後も複数の個体が雑兵扱いで登場している。

#### デジモンクロスウォーズ
第2話でのシャウトモンの説明の中でのイメージにてシルエットの状態で登場。